# Ewa Pobłocka
Ewa Pobłocka est une pianiste et pédagogue polonaise née le 21 novembre 1957 à Chełmno.
En 1980, elle est la lauréate du 5e prix du 10e Concours international de piano Frédéric Chopin à Varsovie.

## Biographie
Elle est la fille de la chanteuse et pédagogue polonaise Zofia Janukowicz-Pobłocka (pl). Elle commence à prendre des cours de piano à l'âge de 5 ans avec Krystyna Lewińska. Elle fait ses débuts sur scène à l'âge de 12 ans, accompagnant sa mère lors de ses tournées de concerts en Pologne et à l'étranger. Elle poursuit ses études à l'école secondaire de musique Frédéric Chopin de Gdańsk-Wrzeszcz dans la classe de Jerzy Sulikowski (pl) et obtient son diplôme avec mention en 1976.
Elle commence ses études musicales à l'Académie de musique de Gdańsk (pl) dans les classes des professeurs Zbigniew Śliwiński (pl) et Jerzy Sulikowski (pl), dont elle sort diplômée avec mention en 1981. En 1979-1982, elle suit des études de troisième cycle à Hambourg sous la direction de Conrad Hansen. En outre, elle bénéficie de consultations artistiques avec Jadwiga Sukiennicka, Rudolf Kehrer, Tatiana Nikolaïeva et Martha Argerich.
Depuis 2007, elle est professeure titulaire à l'Académie de musique Feliks Nowowiejski de Bydgoszcz dans la classe de piano, et professeur associé à l'Université de musique Fryderyk Chopin de Varsovie. À Bydgoszcz, elle fait partie du jury du concours international de piano I.J. Paderewski et est une pédagogue reconnue. En 2003, elle a été nommée au Conseil des programmes de l'Institut Fryderyk Chopin.

## Vie privée
Son mari est Stanisław Leszczyński, avec qui elle a deux filles : la soprano Ewa Leszczyńska et la violoncelliste Maria Leszczyńska. Pobłocka et ses filles se produisent ensemble sous le nom de Multitrio.

## Récompenses et décorations
- 1977 : Premier prix au concours international de musique G. Viotti à Vercelli (Italie)[8]
- 1979 : Médaille d'or au Festival international des jeunes lauréats à Bordeaux (France)[9]
- 1980 : 5e prix et prix Polskie Radio pour la meilleure interprétation des mazurkas au 10e concours international de piano Frédéric Chopin à Varsovie[10]
- 2007 : Prix Neptuny du maire de la ville de Gdańsk[11]